# Guido Mazzoni (politico)
Guido Mazzoni (Figline Valdarno, 10 aprile 1912 – 9 agosto 2001) è stato un politico italiano,  consigliere comunale e segretario della Federazione comunista fiorentina.

## Biografia
Dette un giudizio critico sulla legge elettorale sugli apparentamenti.
Il 5 luglio 1951 fu eletto consigliere per il Consiglio comunale di Firenze, nelle liste del Partito Comunista Italiano e ricoprì tale carica anche nell'elezione del 28 maggio 1956.
Fu uno dei fondatori dell'Istituto Storico della Resistenza in Toscana, il 24 ottobre 1953.
Nel 1963 fu eletto deputato per la III e  IV Legislatura nel Collegio di Firenze.